# Zbigniew Czekański
Zbigniew Kazimierz Czekański (ur. 4 lipca 1907 w Kałaharówce, zm. 30 czerwca 1941 we Lwowie) – podharcmistrz, porucznik piechoty Wojska Polskiego, ofiara masakry więziennej dokonanej przez NKWD.

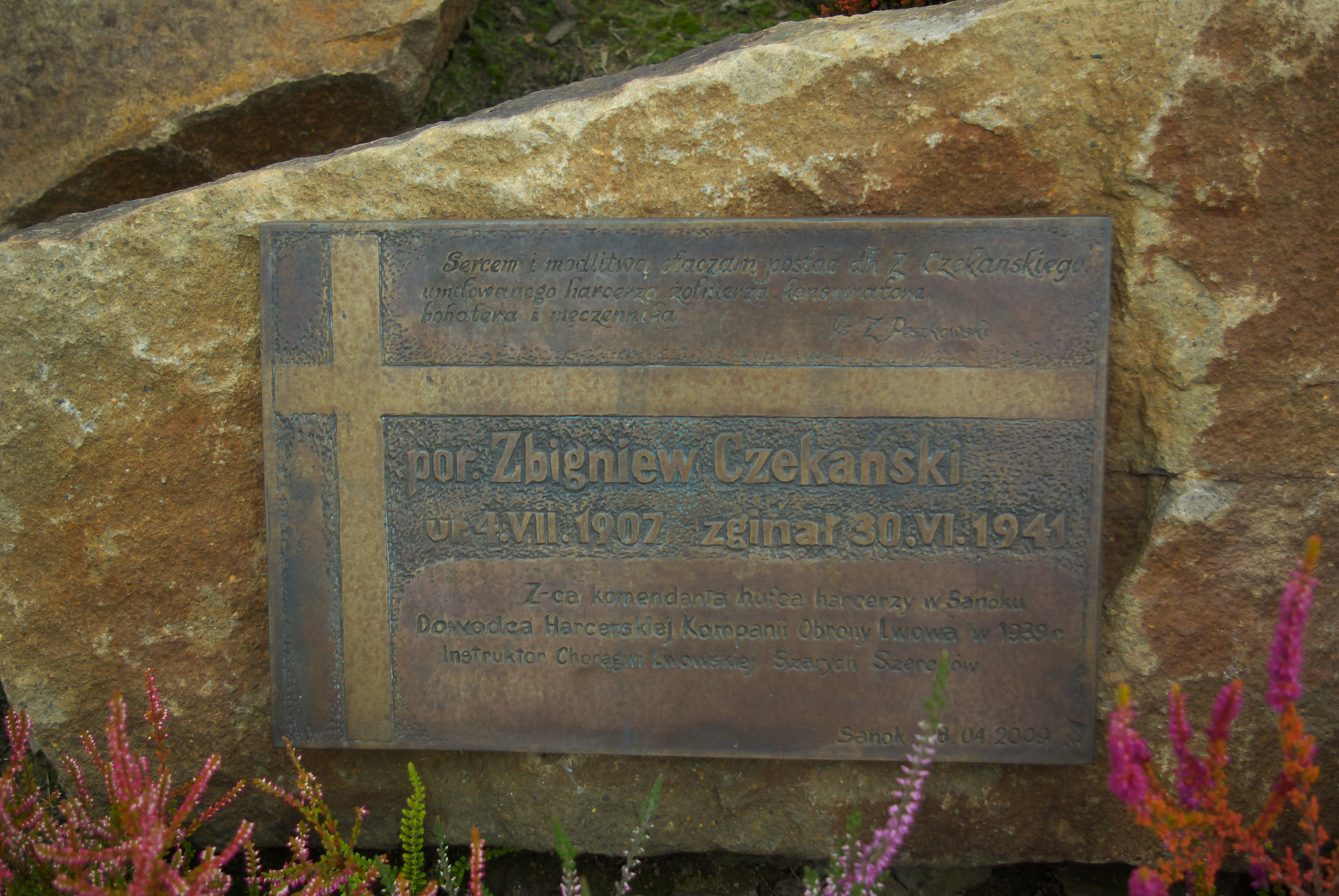
Tablica upamiętniająca Zbigniewa Czekańskiego w Sanoku

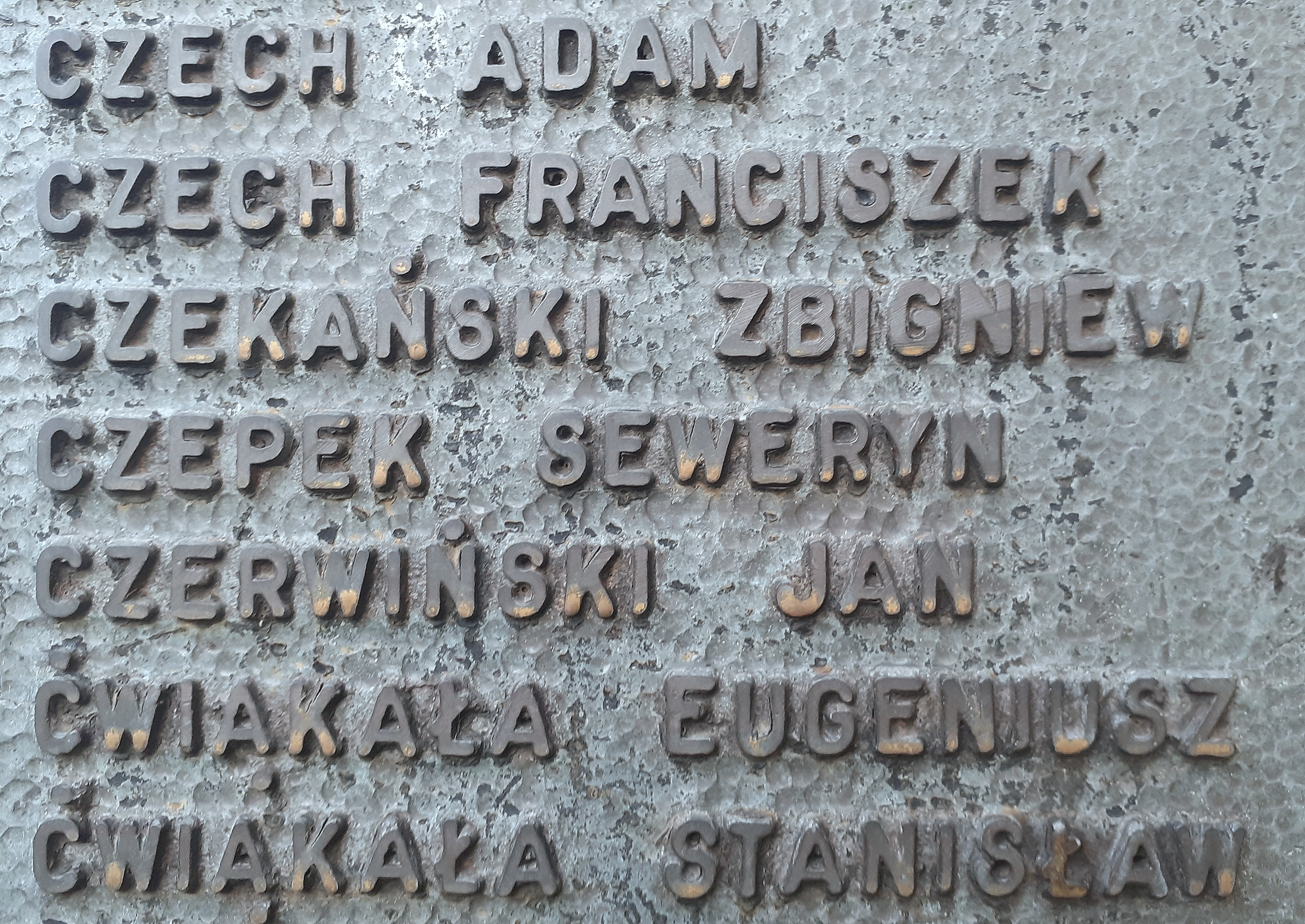
Upamiętnienie na Mauzoleum w Sanoku

## Życiorys
Zbigniew Kazimierz Czekański urodził się 4 lipca 1907 w Kałaharówce. Był pierwszym dzieckiem Feliksa (leśniczy w Szczawnem, drogomistrz w Komańczy) i Klary z domu Drozdowskiej. Miał pięcioro rodzeństwa: dwie siostry (Janinę i Wandę) oraz trzech braci (Adolfa, Mieczysława i Bolesława). W 1928 zdał egzamin dojrzałości w Państwowym Gimnazjum im. Królowej Zofii w Sanoku. Na początku 1922, wskazany przez prof. Władysława Dajewskiego jako najlepszy uczeń z języka polskiego w klasie, otrzymał nagrodę książkową od ministra wyznań religijnych i oświecenia publicznego Antoniego Ponikowskiego podczas jego wizyty w szkole. W roku szkolnym w 1925/1926 będąc w VII klasie wyróżniał się w dziedzinie rysunków, nauczanych przez Leona Getza. W okresie nauki szkolnej szczególnie zaangażował się w działalność harcerską w ramach sanockiego hufca. W 1924 został przybocznym III Drużyny im. Stefana Czarnieckiego, w połowie 1925 został sekretarzem Komendy Hufca Harcerzy, w czerwcu 1925 mianowany przybocznym komendanta hufca, w 1927 uzyskał stopień Harcerza Rzeczypospolitej, a w lutym 1928 stopień podharcmistrza. W tym stopniu w roku szkolnym 1927/1928 był zastępcą urlopowanego komendanta sanockiego hufca, Ludwika Bara.
Po maturze rozpoczął naukę w Szkole Podchorążych Piechoty w Ostrowi Mazowieckiej (w tym czasie nadal współpracował z sanockim hufcem), którą ukończył z pierwszą lokatą, został awansowany na stopień podporucznika piechoty ze starszeństwem z 15 sierpnia 1931. Następnie służył w 19 pułku piechoty, stacjonującym w garnizonie Lwów na Cytadeli. W tym czasie pełnił funkcję instruktora w Korpusie Kadetów Nr 1 we Lwowie i nadal działał w harcerstwie: od końca października 1934 do końca września 1935 był hufcowym I Hufca Harcerzy we Lwowie, po czym rozpoczął pracę w Referacie Wychowania Fizycznego i Przysposobienia Wojskowego Komendy Lwowskiej Chorągwi Harcerzy. Później awansowany na stopień  porucznika piechoty. Według stanu z marca 1939 był wychowawcą 1 kompanii w Korpusie Kadetów Nr 1 we Lwowie
W 1939, w obliczu zagrożenia konfliktem wojennym, prowadził zajęcia dla harcerzy w zakresie obronności, w czerwcu 1939 został mianowany na stanowisko komisarza Pogotowia Wojennego we Lwowie, które swoim zasięgiem obejmowało województwa lwowskie, stanisławowskie i tarnopolskie. Po wybuchu II wojny światowej we wrześniu 1939 został mianowany na stanowisko dowódcy I Ochotniczej Kompanii Harcerskiej (złożonej głównie z harcerzy i studentów z Legii Akademickiej; liczącej ok. 120 osób i wchodzącej w skład II Ochotniczego Batalionu Obrony Lwowa), walczącej w obronie Lwowa w okresie kampanii wrześniowej przeciw Niemcom, a po agresji ZSRR na Polskę z 17 września przeciw Sowietom aż do przedednia kapitulacji z 22 września 1939, gdy została rozformowana. Jednostka została zakwaterowana w podziemiach biblioteki, następnie była skoszarowana w budynku Szkoły im. św. Marii Magdaleny. Tego samego dnia, 21 września, we lwowskim kościele św. Marii Magdaleny Zbigniew Czekański wziął ślub z Jadwigą Bukowską.
Przy podjęciu próby przedostania się na Węgry, został zatrzymany przez Sowietów, lecz odzyskał wolność. W późniejszym czasie małżeństwo zamieszkiwało w domu rodziców Jadwigi przy ulicy Gródeckiej we Lwowie. W obliczu fali aresztowań wiosną 1940 Zbigniew Czekański zmieniał miejsca pobytu. Działał w konspiracyjnych strukturach wojskowych i harcerskich. Był członkiem Komendy Lwowskiej Chorągwi Szarych Szeregów, od stycznia 1940 był wojskowym instruktorem-oficerem objazdowym. W lipcu 1940 został zatrzymany w Drohobyczu w czasie podróży inspekcyjnej (być może prawdopodobnie podczas usiłowania przekroczenia granicy), po czym osadzony w lwowskim więzieniu w Zamarstynowie. W jego sprawie toczył się proces, w którym otrzymał wyrok śmierci. Przyjmuje się, że po ataku III Rzeszy na ZSRR prowadzonym od 22 czerwca 1941, Zbigniew Czekański prawdopodobnie w dniu przejmowania Lwowa przez siły niemieckie 30 czerwca 1941 zginął zamordowany w ramach masakry więziennej dokonanej przez opuszczające miasto NKWD w więzieniu przy ul. Łąckiego.

## Upamiętnienie
Podczas „Jubileuszowego Zjazdu Koleżeńskiego b. Wychowanków Gimnazjum Męskiego w Sanoku w 70-lecie pierwszej Matury” 21 czerwca 1958 jego nazwisko zostało wymienione w apelu poległych w obronie Ojczyzny w latach 1939–1945 oraz na ustanowionej w budynku gimnazjum tablicy pamiątkowej poświęconej poległym i pomordowanym absolwentom gimnazjum (wskazany w gronie zmarłych na terenie Z. S. R. R.).
W 1962 Zbigniew Czekański został upamiętniony wśród innych osób wymienionych na jednej z tablic Mauzoleum Ofiar II Wojny Światowej na obecnym Cmentarzu Centralnym w Sanoku.
18 kwietnia 2009, w ramach akcji „Katyń... pamiętamy” / „Katyń... Ocalić od zapomnienia”, na Cmentarzu Centralnym w Sanoku pod Krzyżem Katyńskim została poświęcona tablica upamiętniająca Zbigniewa Czekańskiego (odsłonięcia dokonał jego bratanek, Wojciech Czekański). Tabliczka zawiera cytat ks. Zdzisława Peszkowskiego i informację pamiątkową: Sercem i modlitwą otaczam postać dh Z. Czekańskiego, umiłowanego harcerza, konspiratora, bohatera i męczennika, ks. Z. Peszkowski / por. Zbigniew Czekański ur. 4.VII.1907 zginął 30.VI.1941. Z-ca komendanta hufca harcerzy w Sanoku. Dowódca Harcerskiej Kompanii Obrony Lwowa w 1939 r. Instruktor Chorągwi Lwowskiej Szarych Szeregów. Sanok, 18.04.2009.